# Чебол
Чебо̀л (на корейски: 재벌 или 財閥, чебол) е типична южнокорейска форма на финансово-промишлена група. Чеболът е конгломерат, представляващ група от формално самостоятелни фирми, принадлежащи на определени семейства и под единен административен и финансов контрол. Чеболите възникват в Южна Корея в края на Корейската война и съществуват до днес.
На света са известни около тридесет чебола, като техните основни икономически показатели се обявяват всяка година. Известно е също, че например през 1998 г. всички те заедно са формирали 46% от всички продажби в индустриалните отрасли на Южна Корея. По този начин чеболите в голяма степен определят икономическото положение на страната. Те също така стават причина за бурното развитие на Южна Корея след продължителния застой.
Японският аналог на чебола е дзайбацу. Всъщност двете думи са корейското и японско произношение на един и същ китайски йероглиф – 財閥.

## Основни характеристики
Основните характерни черти на чеболите са, че дадените компании се управляват от основния притежател на акциите и неговото семейство, а също и това, че чеболът е обединен от единна организационна структура на конгломерати от предприятия с различна отраслова насоченост. Важно е да се отбележи, че в тяхно подчинение се намират както търговците на дребно, така и транснационалните корпорации.
Чеболите имат и ред други характеристики. Например, те съществуват, ползвайки се от поддръжка от страна на правителството на страната, което им осигурява защита и редица привилегии. Всички висши постове в компанията се заемат или от роднини на директора, или от негови близки приятели, като по такъв начин се осъществява силен контрол над целия чебол. Това им осигурява независимост и самозадоволяване.

## Най-известни чеболи
- Samsung
- LG Corporation
- GS Group
- Hyundai
- SK Group
- Daewoo
- Lotte
- CJ Group